# Thalassotrechus nigripennis
Thalassotrechus nigripennis är en skalbaggsart. Thalassotrechus nigripennis ingår i släktet Thalassotrechus och familjen jordlöpare. Inga underarter finns listade i Catalogue of Life.